# خوان پابلو فرانسیا
خوان پابلو فرانسیا (انگلیسی: Juan Pablo Francia؛ زادهٔ ۳ دسامبر ۱۹۸۴) بازیکن فوتبال اهل آرژانتین است.
از باشگاه‌هایی که در آن بازی کرده‌است می‌توان به باشگاه فوتبال بوردو اشاره کرد.